# Бродники (Вязниковский район)
Бро́дники  — деревня в составе муниципального образования Октябрьского сельского поселения в Вязниковском районе Владимирской области России. Этот населённый пункт состоит из одной улицы.

## География
Деревня Бродники расположена на берегу небольшой реки Суворощ в 1,5 километрах от Сизова по автодороге (юго-западнее Вязников), в 5 километрах от железнодорожной станции Сеньково на линии Ковров — Нижний Новгород.

## Население
| 1859 | 1905 | 1926 | 2002 | 2010 | 2021 |
| ---- | ---- | ---- | ---- | ---- | ---- |
| 117  | ↗127 | ↗202 | ↘28  | ↘10  | ↗16  |